# Prickkaktussläktet
Prickkaktusar (Astrophytum) är ett suckulent växtsläkte inom familjen kaktusväxter, med sex arter, två taggiga och fyra så gott som tagglösa. 

## Beskrivning
Alla arter inom prickkaktussläktet är ganska dvärgväxande, klotformade plantor med fyra till åtta åsar. Sjöstjärnekaktus har rundade åsar, de andra arterna har spetsiga. Växtkroppens yta har i en del fall sträva, mjöliga vita prickar och tätheten hos fläckarna varierar beroende på art eller sort. Areolerna är väl skilda från varandra hos alla fyra arterna och är ganska ulliga i samtliga fall. De två taggiga arterna har helt olika slags taggar, Prickkaktus har från fem till elva ganska styva, runda, raka, gulaktiga taggar upp till tre centimeter långa. Bockhomskaktus och dess varieteter har lika många, men de är platta, veka och nästan som papper, i svarta och grå nyanser, 2,5 till 5 centimeter långa. Alla blommor är trattformade men med mycket vid öppning, gula, ibland orangeröda i mitten, 5 till 7,5 centimeter i diameter. De klotrunda frukterna är cirka 2,5 centimeter i diameter, täckta med gråa eller svarta och korta taggar som sitter mycket tätt. Frukterna hos de tagglösa sorterna är mer ulliga än taggiga.
Medlemmarna i detta släkte var från början grupperade under Echinocactus, men Lemaire upprättade släktnamnet Astrophytum 1839, med hänvisning till den stjärnlika strukturen eller formen av den tagglösa arten Biskopsmössa.
Det vetenskapliga namnet Astrophytum är en komposition av grekiskans a’ster, stjärna och phyto’n, växt. Stjärnväxt. 

## Förekomst
Prickkaktussläktet är hemmahörande i centrala och norra Mexiko, över ett ganska utbrett område, upp till en höjd av 2133 meter över havet, även om de vanligtvis växer på lägre höjder. Arten Sjöstjärnekaktus finner man också just norr om Rio Grande, som skiljer Mexiko från USA, i det sydöstra hörnet av Texas, närmare bestämt i områdena Starr och Hidalgo. Man finner dem i regel under andra torkälskande buskar, och detta gäller speciellt Sjöstjärnekaktus vilken har grön kropp och är helt utan taggar. De växer mestadels i ganska stenig eller sandig jord. På sina östligaste växtplatser utsätts ibland Sjöstjärnekaktus för häftiga regn, vilket medför hög fuktighet.

## Bestämningsnyckel
Bestämningsnyckel för arterna som utgår från frukten. 
1. mogna frukter spricker upp stjärnlikt i toppen...2
2. plantorna har taggar = A. ornatum
2. plantorna saknar taggar = A. myriostigma
1. mogna frukter spricker upp vid basen utmed sidorna eller inte alls...3
3 frukterna spricker upp vid basen
4. plantorna har taggar = A. capricorne
4. plantorna saknar taggar = A. coahuilense
3 frukterna spricker ej upp vid basen
5. frukterna spricker upp oregelbundet utmed sidorna = A. caput-medusae
5. frukterna spricker ej upp vid mognaden = A. asterias